# ウィドヤ・マンダラ・カトリック大学
ウィドヤ・マンダラ・カトリック大学（ウィドヤ・マンダラ・カトリックだいがく Widya Mandala Catholic University、略称WMCU）は、インドネシア共和国の東ジャワ州スラバヤにある私立大学であり、インドネシア最古の私立カトリック系大学となっている。 
インドネシア国家高等教育機関認定機構 (BAN-PT) によるA認定大学となっており、5つのキャンパスを有し、メインキャンパスはインドネシア第2の都市スラバヤのダーモ中心部に立地している。

## 歴史
1958年スラバヤ司教のJ. クルースターは、道徳的教育を受け、高度な知識を備えたインドネシア国民を形成する目的で、ウィドヤ・マンダラ財団を設立した。「ウィドヤ・マンダラ」は古代ジャワ語に由来しており、「賢明で成功した人々（学者）のための教育の場」を意味する。
1960年にカトリック系高等教育機関として、ウィドヤ・マンダラ・カトリック大学が設立され、現在では、医学・薬学・看護学、心理学・哲学、工学・農学、経営学を包括的に有する研究型総合大学となっている。

## 学部
- 経営学部
- アントレプレナーシップ学部
- 教育学部
- 工学部
- 農業技術学部
- 医学部
- 薬学部
- 看護学部
- 心理学部
- 哲学部
- コミュニケーション科学学部

学生数は約5,000人程度であり、小規模でありながら、特に化学工学・薬学、経営学の教育・研究で評価が高い。

## 日本の学生交流協定校
- 大阪工業大学
- 芝浦工業大学